# Казка про втрачений час
«Казка про втрачений час» — радянський художній фільм за мотивами казки Євгена Шварца. Знятий в 1964 році на кіностудії «Мосфільм».

## Сюжет
Головний герой, третьокласник Петя Зубов, спочатку показаний ледарем, який витрачає час дарма. Прокинувшись вранці, він, перш ніж вирушити в школу, вирішує погуляти містом, не боячись спізнитися. А цього часу чотири злих чарівники, головна мета життя яких — вчиняти людям капості, усвідомлюють, що вже постаріли і не можуть займатися своєю справою так, як раніше. Вони вирішують повернути собі молодість. Для цього достатньо знайти кількох юних ледарів, зібрати бездарно розтрачений ними час, зробити з ним коржі і з'їсти їх.
Чарівники вирушили на пошуки. Їм вдалося знайти дітей, які витрачають час даремно (серед них був і Петя Зубов), і зібрати їх витрачений час у мішки. Після цього діти миттєво постаріли. А чарівники з борошна, в який додали зібраний час, зробили коржі. Однак вони з'їли більше, ніж треба, в результаті чого перетворилися на дітей. Прийшовши до школи, Петя Зубов бачить, що постарів. Однак він думає, що просто ще спить, і вирішує поки не прокидатися. Побачивши свій клас і представившись своїм дідусем, він знову вирушає в місто, де пробує себе в різних дорослих ролях, які закінчуються для нього невдачею через те, що він нічого не вміє.
Врешті він вирішує прокинутися, але усвідомлює, що не може цього зробити. Петя в печалі. З'ясовується, що його не може впізнати навіть власна мама. Тільки його пес Дружок прийшов до нього. Через відсутність грошей Петя вирішує вирушити зі своїм псом у ліс, де не ступала нога людини. Таким чином він потрапляє в Чарівний ліс, де живуть злі чарівники. Дійшовши до їхньої оселі, Петя нікого не застає вдома. Увійшовши в порожній будинок, він розмовляє з чарівною зозулею на настінному годиннику і поїть її водою (чого чарівники ніколи не робили).
Зозуля погоджується допомогти Петру повернутися до попереднього стану і пояснює, що для цього потрібно лише повернути годинникову стрілку на годиннику чарівників на три кола назад, промовивши при цьому заклинання. Закляття буде знято, а чарівники зникнуть. Це потрібно зробити до заходу сонця, але після нього зняти заклинання буде неможливо. Але Петя дізнається від зозулі і про те, що в місті є ще дві дівчинки і один хлопчик, перетворені на літніх людей, і якщо Петя поверне стрілку без їх присутності, то він перетвориться на хлопчика, а вони вже ніколи не перетворяться. Петя вирішує спочатку знайти своїх перетворених товаришів, а потім зняти закляття.
Поки чарівники робили капості серед дітей свого віку, Петя за допомогою Дружка розшукував перетворених дітей. Його пошуки увінчалися успіхом. Одночасно чарівники зрозуміли, що їх заклинання розкрилося, і поспішили додому, намагаючись обігнати старих і заховати годинник. Зав'язується погоня. До будинку чарівників всі прибули практично одночасно. Але Петя і інші зачаровані діти все ж змогли зняти закляття і стати знову дітьми, а чарівники зникли.

## У ролях
- Григорій Плоткін — Петя Зубов  (озвучування — Марія Виноградова)
- Олег Анофрієв — Петя-дідусь
- Віра Волкова — Маруся Морозова
- Людмила Шагалова — Маруся-бабуся
- Лідія Константинова — Надя
- Рина Зелена — Надя-бабуся
- Михайло Кулаєв — Вася
- Савелій Крамаров — Вася-дідусь
- Сергій Мартінсон — Прокіп Прокопович
- Євген Соколов — Прокіп Прокопович після омолодження
- Георгій Віцин — Андрій Андрійович
- Сергій Карпоносов — Андрій Андрійович після омолодження
- Ірина Мурзаєва — Анна Іванівна
- Зінаїда Кукушкіна — Анна Іванівна після омолодження
- Валентина Телегіна — Авдотья Петрівна
- Тетяна Донценко — Авдотья Петрівна після омолодження
- Юрій Чекулаев — шофер вантажівки
- Вадим Грачов — Маслюченко, сержант міліції
- Євген Моргунов — власник «Москвича»
- Григорій Шпігель — лікар «Швидкої допомоги» / покупець яблук в капелюсі
- Єва Синельникова — зозуля  (голос)
- Ніна Гребешкова — Марія Іванівна, вчителька 3 «Б»
- Маргарита Жарова — продавчиня пиріжків
- Муза Крепкогорська — мама Петі Зубова
- Олександра Панова — старенька з авоською
- В. Рябцева — завідувачка відділу в журналі «Мурзилка»
- Зоя Федорова — тітка Наташа
- Зоя Василькова — Ліза, продавчиня яблук
- Сергій Ромоданов — дід з газетою на лавці
- Іван Рижов — Петрович, виконроб на будівництві
- Микола Юдін — рибалка
- Ян Янакієв — Іван Гургенович, сусід Петі
- Марина Кузнецова — Зіна Кутяпіна, дівчинка біля дошки
- Євген Єлісєєв — Коля Макаров, однокласник Петі
- Віктор Гераскін — перукар
- Ніна Делекторська — покупчиня яблук
- Володимир Піцек — покупець яблук з вішалкою
- Павло Тарасов — 3-й покупець яблук

## Знімальна група
- Сценарій і тексти пісень:  Володимир Ліфшиц
- Постановка:  Олександр Птушко
- Головний оператор:  Самуїл Рубашкін
- Художник:  Артур Бергер
- Композитор:  Ігор Морозов
- Звукооператорка: Марія Бляхіна
- Режисерка: Р. Хаїрова
- Диригент:  Володимир Васильєв,  Емін Хачатурян
- Комбіновані зйомки:
  - оператор:  Олександр Ренков
  - художниця:  Зоя Морякова
- Художниця по костюмах: Ольга Кручиніна
- Монтажерка: Наталія Бєльовцева
- Грим: М. Рожкова
- Мультиплікатори:  Микола Федоров,  Марія Рудаченко
- Дресирувальники тварин: М. Симонов, Г. Алексєєв
- Редакторка: Л. Голубкіна
- Директор картини: І. Харитонов